# Bistum Butuan
Das Bistum Butuan (lat.: Dioecesis Butuanensis) ist eine auf den Philippinen gelegene römisch-katholische Diözese mit Sitz in Butuan City.

## Geschichte
Das Bistum Butuan wurde am 20. März 1967 durch Papst Paul VI. mit der Apostolischen Konstitution Eodem officio aus Gebietsabtretungen des Bistums Surigao errichtet und dem Erzbistum Cagayan de Oro als Suffraganbistum unterstellt.
Am 15. Oktober 2024 gliederte Papst Franziskus das Territorium der Provinz Agusan del Sur zur Errichtung des Bistums Prosperidad aus. Seither umfasst das Bistum Butuan das Gebiet der Provinz Agusan del Norte.

## Bischöfe von Butuan
- Carmelo Dominador Flores Morelos, 1967–1994, dann Erzbischof von Zamboanga
- Juan de Dios Mataflorida Pueblos, 1995–2017
- Cosme Almedilla, seit 2019